# Ulrich Riederer
Ulrich Riederer (* um 1406; † 11. oder 13. Dezember 1460 in Wiener Neustadt) gehörte zu den bürgerlichen Räten Friedrichs III. Als einer von dessen Kanzlern und juristischen Beratern war er in den 1450er und Anfang der 1460er Jahre einer der engsten Vertrauten des Kaisers.

## Leben und Wirken

### Herkunft
Dr. utr. iur. Ulrich Riederer war der Sohn von Eberhard Riederer, dem herzoglich-niederbayerischen Landrichter von Aichach, und seiner 2. Ehefrau Barbara. Eine Verwandtschaft mit der Adelsfamilie Riederer von Paar wird in der neueren Literatur ausgeschlossen.
Aufgrund seiner bürgerlichen Herkunft und seiner erfolgreichen Karriere am Hof gehörte Riederer zu jenen Personen, die von Höherrangigen als sogenannte Aufsteiger auch angefeindet wurden.

### Anfänge im Herzogtum Bayern-Ingolstadt
Seine juristische Ausbildung begann Riederer im Wintersemester 1422 an der Universität in Wien. Welche weiteren Schulen er besuchte und wann und wo er den Titel des Lizentiaten und später des Doktors beider Rechte erlangt hat, ist nicht geklärt. Rieder war zunächst im Dienst seines Landesherren, des Herzogs Ludwig von Bayern-Ingolstadt, den er als Gesandter 1440 in der Auseinandersetzung mit seinem gleichnamigen Sohn am Königshof Friedrichs III. vertrat. In dessen Diensten baute er enge Beziehungen zum Klerus und zu den Bürgern der Stadt Augsburg auf.

### Karriere am Kaiserhof
Im Herbst 1442 wechselte er an den Hof von Kaiser Friedrich III., wo er zunächst im Rahmen des Rats, der Kammer und des Kammergerichtes, an dem er als führender Beisitzer bis zu seinem Tod tätig war, eingesetzt wurde.
1446 und 1451 vertrat Riederer gemeinsam mit Rüdiger von Starhemberg und Sigmund von Ebersdorf den König in Wien. 1448 weilte Riederer als dessen consiliarius et ambaxiator in Rom. 1450 spielte er eine führende Rolle bei der königlichen Kommissionsgesandtschaft zur Beilegung der fürstlich-städtischen Konflikte, besonders der Fehde zwischen Markgraf Albrecht Achilles von  Brandenburg und der Reichsstadt Nürnberg.
Riederer gehörte zu den Teilnehmern des Romzuges, an dessen Vorbereitung er Promotor italienischer Agenden am Hof maßgeblich beteiligt war.
Offensichtlich befand sich Riederer am Hof Friedrichs III. spätestens nach dessen Kaiserkrönung als gelehrter Rat und Diplomat in einer Zwischenposition zwischen dem Herrscher, dessen Kammer und dem Kammergericht sowie den Kanzleien.
Bei den Verhandlungen über die albertinische Erbschaft nach dem Tod von König Ladislaus von Ungarn 1458 stand er an der Spitze der Delegation der Kaiserlichen, die den Treueeid der Wiener Bürger entgegengenommen hatte und besaß auf das stationäre Gremium der kaiserlichen „Anwälte“. Bei den Geschehnissen, die zur Belagerung des Kaisers in der Wiener Hofburg führten, wurde er zusammen mit dem Kämmerer Johann von Rohrbach von den Gegner des Kaisers als einer jener Räte gesehen, die vermeintlich zwischen den Untertanen und dem Kaiser standen. Er wurde zum dauerhaften Verlassen Wiens aufgefordert und als die Belagerung der Hofburg begann, gemeinsam mit Ulrich von Grafenegg arrestiert und mit dem Tod bedroht. Ihm gelang schließlich die Flucht aus Wien. Noch 1461 versuchte er außerdem im Auftrag des Kaisers die Unstimmigkeiten zwischen diesem und Ludwig von Bayern-Landshut beizulegen, um eine drohende Allianz zwischen den Gegnern des Kaisers zu verhindern.

### Pfründen und Vermögen
1448 erhielt Riederer die Propstei von St. Johannesberg in Freising und die Reservation eines Kanonikats mit Präbende auf die Konstanzer Kirche. Gleichzeitig wurde ihm Dispens von der Unvereinbarkeit zweier Benefizien erteilt. In der Folge erhielt er noch weitere Pfarrpfründen, so z. B. die Pfarrkirche St. Valentin mit der Kapelle St. Katharina in Großrußbach (BH Korneuburg, im heutigen Niederösterreich), die als eine der reichsten Pfarreien des damaligen Herzogtums Österreich galt und seit dem 14. Jahrhundert von Landesfürsten bevorzugt an ihre Kanzleiangehörigen vergeben wurde. Rieder hinterließ bei seinem Tod zahlreiche Pfründen und Besitzungen, deren größten Teil der Kaiser einzog. 1454 wurde er zum Dompropst von Freising erhoben.
Riederer wurde im Dezember 1462 in Wiener Neustadt auf offener Straße ermordet. 

## Beurteilung durch Zeitgenossen
Der Kanzleisekretär Johann Tröster charakterisierte ihn in seinem 1454 geschriebenen Dialog De amore als schlagfertigen Redner mit bedeutender Überzeugungsgabe. Enea Silvio de Piccolomini widmete ihm einen keineswegs allzu schmeichelhaften Nachruf.